# 学校週5日制
学校週5日制（がっこうしゅういつかせい）とは、学校の授業日を週5日とする制度。学校週休2日制（がっこうしゅうきゅうふつかせい）とも呼ばれる。

## 日本における学校週5日制

### 占領下の週5日制

#### 年表
- 1947年 - 関東地区軍政部のローリン・G・フォックス教育課長はパンフレット「日本の公立学校の週5日制」を作成し、各県の軍政部に配布した。
- 1948年 - 秋田県、滋賀県、長野県で採用された。
- 1949年 - 山形県、福島県、千葉県、熊本県で採用された。

#### 熊本県における週5日制
- 熊本県の場合、1949年4月から1951年5月まで（一部は1952年3月まで）施行された。アメリカ軍の指示も強制的な考えではなく、全ての県では行われなかった。その目的は子供の、ひいては日本人の自主性を育てること、社会が教育に参加することであったが、一つは教員の研修時間を確保することであった（米国ではキリスト教のため日曜はそれに使うという考えもあった）。熊本市立必由館高等学校の百年史によると、土曜はまるまる職員研修にあてようとの趣旨であった[1]。
- キリスト教系の九州女学院（現：ルーテル学院中学校・高等学校）では1949年4月から1952年3月まで行われた。カリキュラムの総授業時間数は変えなかったので、他の週日の時間数が増えたとある[2]。
- 生徒に土曜生活の日誌をつけさせた。その後、学力が劣るという反対意見もあった。1951年4月、熊本県中学校長会で反対意見があり、教育委員会も1951年5月後に廃止を可とした。戦後、米国教育の色々な教育プランがあったが、評論家の一人は結局詰め込み教育に戻ってしまったと評した[3]。当時教育委員であった福田令寿は、｢5日制の評判は決してよくなかった。家庭からは家におっては子供なんかが勉強せず、ただ、遊ぶことに熱中しやすくて母の家事にじゃまになってしかたがないというような意見がだいぶでて、昭和27年に廃止になってしまった」と述べている[4]。

### 1970年代以降の議論
- 1972年 - 日本教職員組合の定期大会（秋田大会）で学校週5日制が提起され、書記局内に「学校5日制、週休2日制研究会」が設けられた。
- 1973年 - 日本教職員組合の定期大会（前橋大会）において、「学校5日制・週休2日制」実現のための方針が提案された。同年、文部大臣奥野誠亮が学校週5日制に踏み切るという発言を行った。
- 1975年2月 - 日本教職員組合が「学校五日制の展望にたった『隔週学校五日制』具体化のための試案」（草案）を発表した。
- 1984年に中曽根政権が設置した民間有識者からなる臨時教育審議会は、1986年4月の第2次答申、1987年4月の第3次答申、1987年8月の第4次最終答申において、学校週5日制への移行を検討するよう提言したが、改正学習指導要領に学校週5日制が盛り込まれることはなかった。
- 1980年代後半、日本はアメリカなどと貿易摩擦を起こしていたことにより、OECDやILO（条約第47号「労働時間を1週40時間に短縮することに関する条約」：日本未批准）などの国際機関にとどまらず欧米諸国からも「日本人は働きすぎ」「労働者の労働時間を短縮するべき」という圧力をかけられていた。政府は1800労働時間[5]を実現するために、1992年4月に国家公務員の給与法を改正し、同年5月1日から国家公務員について週5日労働（完全週休2日制）を実施、すべての行政機関において土曜日を休日とした。また政府は地方自治法を改正し、地方自治体に関係条例等について改正を求め、地方公務員についても週5日労働（完全週休2日制）が実施されることとなった。
- しかし文部省は、公立学校については例外的に、1992年9月から実施される学校週五日制の第二土曜日を除き、閉庁の対象とせず、事務の全部を行うものとすると通知した[6]。藤田英典は、学校で週5日制が導入された背景には1980年代の労働時間短縮をめぐる政治的動向があったと指摘し、「学校週5日制論が出てきたのは、教育上の理由ではなかった」と述べている[7]。このように学校週5日制導入の経緯に関しては、ゆとり教育とまったく関係がなく、文部省が後付けでゆとり教育の一環とすることで学校週5日制の正当化を試みた可能性が指摘されている。
- 国立大学の附属小・中学校では、同地域の他校に先行して第二、第四土曜休の先行実施を行い、他校が第二、第四土曜休としたところで完全週休2日制を実施し、教育指導要領の達成率や学力レベル、休日の過ごし方などが研究対象となった。

### 公立学校における学校週5日制の導入
公立学校では1992年から段階的に実施され、2002年度から完全導入された。
- 1992年9月12日から公立小中学校及び高等学校の多くで毎月第2土曜日が休業日になった[8]。
- 1995年4月22日からは第2土曜日に加え第4土曜日も休業日となった[8]。隔週学校週5日制とも言われる。
- 2002年4月6日から公立小中学校及び高等学校の多くで毎週土曜日が休業日となり完全な学校週5日制となった[8]。さらに「学校教育法施行規則」を改定し、公立学校に対しては法的拘束力を持たせた。

一方で、完全導入以降も一部で土曜日の授業が行われたり、週5日制の見直しが議論された。
- 2003年 - 2008年： 民主党は、マニフェストに学校5日制の見直しを盛り込んだ。安倍晋三政権では、安倍教育改革の一環として、学力向上のための授業時間数増加を図るために、長期休暇の短縮、一日の授業時間数の増加のほか、土曜日の補習を検討した。また、教育再生会議は、今後の検討課題として、学校週5日制の見直しを提言に盛り込んだ。しかし、結局学校週5日制は見直されることはなかった。
- 2010年 - 東京都教育委員会では条件や制限付きで小中学校の土曜日の授業を認めた[9]。但し、2011年現在でも学校教育法施行規則の休業日の項が改定されたというわけではないため、基本的に公立学校は学校週5日制のままである。
- 2012年 - 大阪市教委が、学力向上や地域との連携を図るため、11月17日から市立小5校で土曜授業を導入。大阪では土曜授業は約10年ぶりの復活となる。土曜授業は、2011年秋の市長選で橋下徹大阪市長が公約に掲げており、2013年度から市立小中学校全429校で実施。
- 2015年 - 大垣市教育委員会が、郷土の文化を学習することを目的として、市立小中学校全校で土曜授業を導入。

### 実施状況
公立学校
公立学校においては、2002年度以降学校週5日制となっているが、条件内であれば休業日の授業も容認されていた。そのため、2005年に公立高校で20府県が土曜日の授業を公認するなど、完全に土日が休業日だったというわけではない。週5日制の実施によって、夏休みなどの長期休暇の短縮といったしわ寄せが出てきたこともあり、特に2011年度以降、脱ゆとり教育が実施され授業時間が増加することから、授業時間確保のために条件内での土曜日の授業の容認の動きが広がっている。
私立学校
私立学校においては、学校教育法施行規則（第六十二条）において、休業日は学校側で判断することになっているため、公立学校の動きと合わせて学校週5日制にした学校もあれば、していない学校もある。特に私立進学校の中には学校週5日制やゆとり教育導入による学力低下を懸念し1991年度以前のように週6日制を続けている学校も少なくない。また、週6日制にする代わりにその分の休日を夏休みなどの長期休暇期間に充てて、長期休暇を公立学校より長く設定している学校も私立大学附属の中学高校を中心にみられる。

## 欧州における学校週5日制

### ドイツ
1964年の学校制度の領域における統一化に関する連邦共和国各州間の協定（ハンブルク協定）では日曜日を除いた休暇日数と休業日とする日のみが規定されており、年間授業日数や週間授業日数の規定はない。
そのためドイツでは週5日制の学校と週6日制の学校が混在している。州内で統一を図っている場合もあれば州内でも対応が異なる場合もある。また、完全週5日制を導入している学校もあれば月2回の週5日制を導入している学校もある。さらに基礎学校とギムナジウムで対応が異なる場合もある。

### フランス
フランスでは1880年代に公立の初等学校では学校5日制が成立していた。公立学校での公教育は宗教色を有しないことと引き換えに、親による宗教教育の自由を確保するため、1882年に日曜日以外の1日を学校定休日とする法律が制定され通常木曜日が休日とされた。しかし修学リズム(rythmes scolaires)の観点から1972年新学期以降は木曜日に代えて水曜日が休日とされた（ただし、半日授業されていた土曜日の授業を水曜日に振り替えることは可能とされていた）。
公立小学校では1991年の新学期から年間授業時間数を維持しつつ土曜日を休日化する学校が増えて完全学校4日制を採用する学校もある。